# Grupo Desportivo de Mangualde
O Grupo Desportivo de Mangualde é um clube desportivo português, com sede na cidade de Mangualde, no distrito de Viseu. Foi fundado em 1945 e é atualmente presidido por Ricardo Rodrigues Lopes.

## Futebol

### Histórico (inclui 07/08)
|                   | Nº Presenças | Títulos |
| ----------------- | ------------ | ------- |
| Temporadas na 1ª  | 0            |         |
| Temporadas na 2ª  | 7            |         |
| Temporadas na 2ªB | 10           |         |
| Temporadas na 3ª  | -            |         |
| Taça de Portugal  | -            |         |
| Taça da Liga      | 0            |         |

### Classificações
| Escalão          | 00/01 | 01/02 | 02/03 | 03/04 | 04/05 | 05/06 | 06/07 | 07/08 | 08/09 |
| ---------------- | ----- | ----- | ----- | ----- | ----- | ----- | ----- | ----- | ----- |
| Liga Sagres      | -     | -     | -     | -     | -     | -     | -     | -     | -     |
| Liga Vitalis     | -     | -     | -     | -     | -     | -     | -     | -     |       |
| II Divisão       | -     | -     | -     | -     | -     | -     | -     | -     | -     |
| III Divisão      | -     | -     | -     | -     | -     | -     | -     | -     | -     |
| 1º Escalão Dist. | -     | -     | -     |       | -     | -     | -     | -     | -     |
| 2º Escalão Dist. | -     | -     | -     | -     | -     | -     | -     | -     | -     |
| 3º Escalão Dist. | -     | -     | -     | -     | -     | -     | -     | -     | -     |

### Liga
- 2005-2006 - 1ª divisão da Associação de Futebol de Viseu, 4º lugar
- 2006-2007 - Divisão de Honra da Associação de Futebol de Viseu, 3º lugar